# Феличе Бонето
Феличе Бонето (на италиански: Felice Bonetto) е бивш пилот от Формула 1. Роден на 9 юни 1903 г. в Манербио, Италия.

## Формула 1
Феличе Бонето прави своя дебют във Формула 1 в Голямата награда на Швейцария през 1950 г. В световния шампионат записва 16 състезания като печели 17,5 точки и два пъти се качва на подиума; състезава се за три различни отбора.